# Zwangslager Berlin-Marzahn

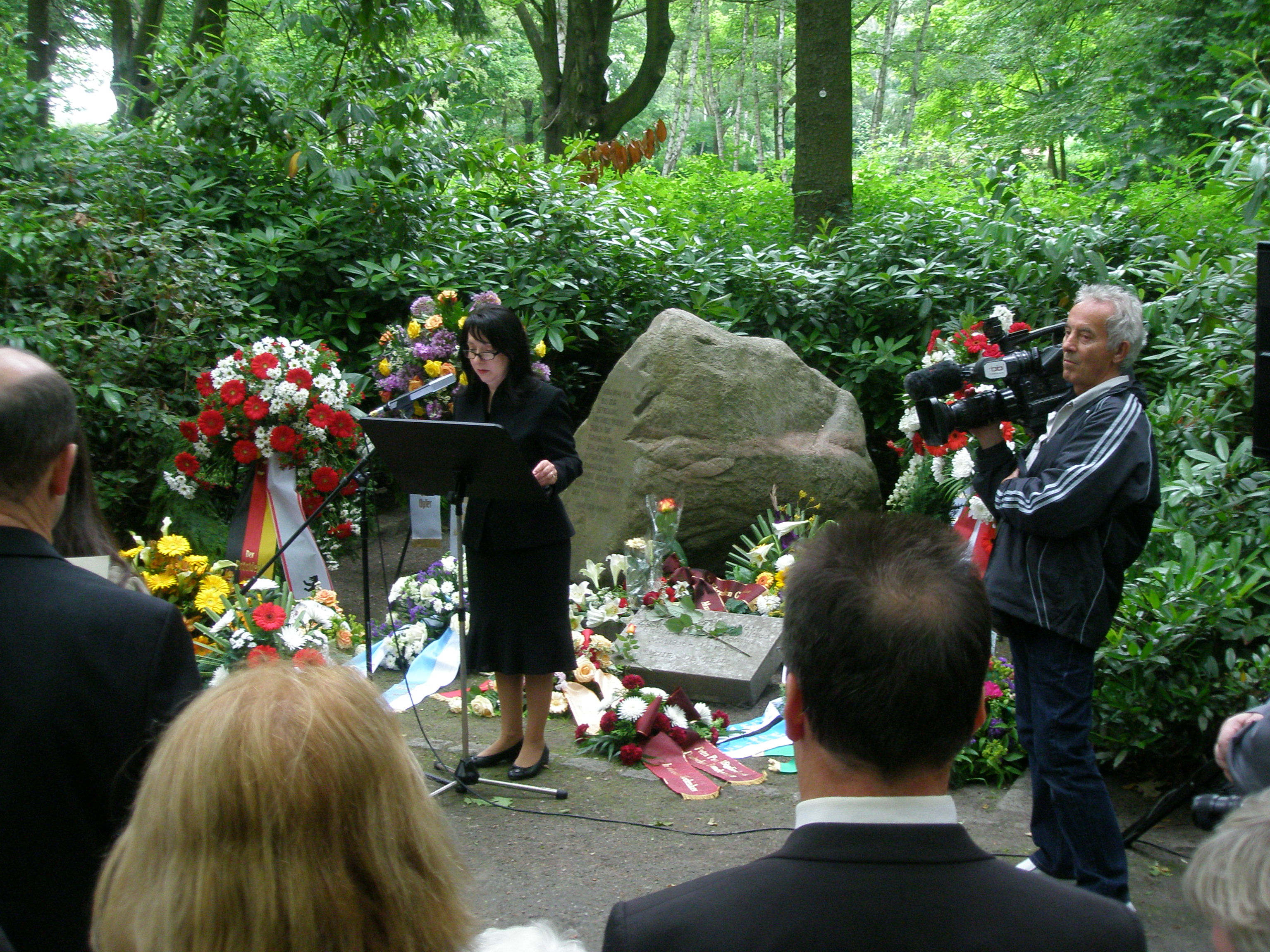
Petra Rosenberg, Vorsitzende des Landesverbandes Deutscher Sinti und Roma Berlin Brandenburg e. V., hält eine kurze Rede am Gedenkstein, 13. Juni 2010

Euphemistisch als Berlin-Marzahn Rastplatz bezeichnete das NS-Regime ein Zwangslager, in das zwischen 1936 und 1943 ca. 1200 „Zigeuner“ in Berlin-Marzahn eingewiesen wurden. Die erste Verhaftungswelle mit ca. 600 Männern, Frauen und Kindern fand am 16. Juli 1936 statt. Eine verbreitete Bezeichnung lautete Zigeunerrastplatz Marzahn. Das Lager diente der „Konzentration“, d. h. der räumlich leichteren Kontrolle sowie der Selektion nach rasseideologischen Kriterien, der Ausbeutung durch Zwangsarbeit und der Vorbereitung der Deportation in Konzentrationslager und in das Vernichtungslager Auschwitz-Birkenau.

## Geschichte des Lagers

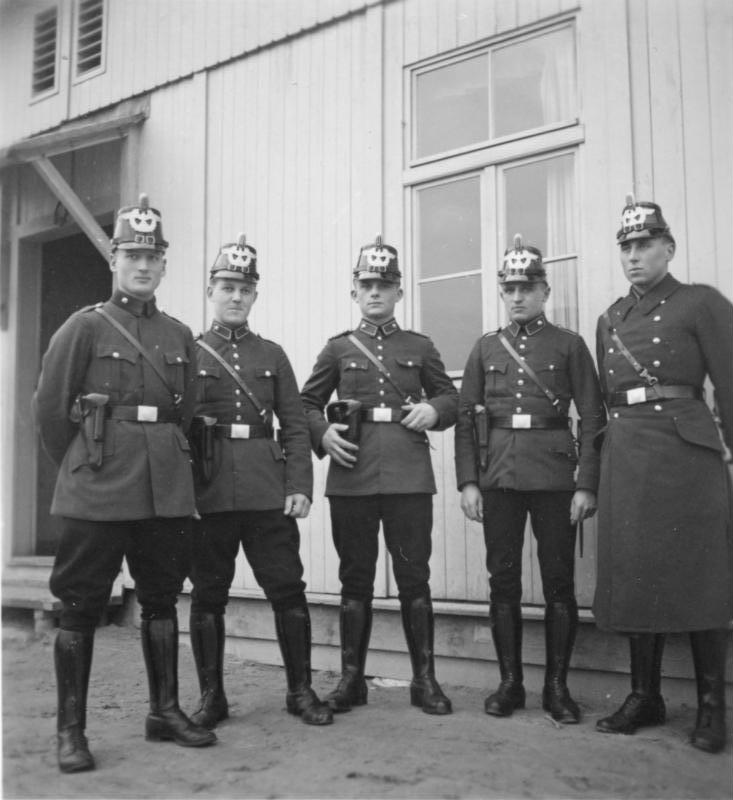
Polizeibewachung des Zwangslagers (ein Foto der Rassenhygienischen Forschungsstelle)

### Vorgeschichte
1934, wenn nicht gar früher, entwickelte das Wohlfahrtsamt Berlin und die Polizei einen Plan zur Zusammenziehung der „Zigeuner“ in einem von der Polizei beaufsichtigen Lager. Ab Jahreswechsel 1935/36 unterstützt auch das Rassenpolitische Amt und die NSDAP den Plan. In Berlin-Wedding ist der Bezirksbürgermeister Rudolf Suthoff-Groß die treibende Kraft, um „Zigeuner“ aus ihren selbst gewählten Quartieren und dem öffentlichen Raum zu vertreiben.
Die Vorbereitung der Olympischen Sommerspiele 1936 beschleunigte den Plan. Der Reichsinnenminister Wilhelm Frick empfahl (mit seinem Runderlass zur „Bekämpfung der Zigeunerplage“ vom 6. Juni 1936), „von Zeit zu Zeit bezirksweise oder für ganze Landesteile Razzien auf Zigeuner zu veranstalten“, und erteilte im weiteren Verlauf dem Berliner Polizeipräsidenten von Helldorff den Auftrag, einen „Landesfahndungstag nach Zigeunern“ durchzuführen. Alle jene, die von den Behörden als „Zigeuner“ betrachtet wurden, gleich, ob in üblichen Wohnungen oder im Wohnwagen lebend, waren festzunehmen und in einem Lager außerhalb der Reichshauptstadt zu internieren. Eine Rechtsgrundlage gab es dafür nicht. Über 600 Menschen wurden in einer Großaktion am 16. Juli 1936 auf Rastplätzen, in Mietwohnungen und Häusern festgenommen. Versehentlich festgenommene Menschen, die nicht unter die NS-Definition von „Zigeunern“ fielen, wurden kurz darauf wieder freigelassen. 1938 waren 852 Menschen interniert. Die Gesamtzahl der Internierten lässt sich für den Zeitraum 1936–1945 auf 1200 schätzen, nur 304 Menschen konnten namentlich identifiziert werden, da die Aufzeichnungen weitgehend fehlen.

### Einrichtung des Lagers
Ab Mitte der 1930er Jahre entstand eine größere Zahl von Internierungslagern für „Zigeuner“ auf kommunale Initiative. Als einer der ersten entstand der Zigeunerrastplatz Marzahn im Mai 1936, am Rande von Rieselfeldern nahe dem Marzahner Friedhof (heute in einem Trapez westlich des S-Bahnhofs Raoul-Wallenberg-Straße). Auf diesem ungeeigneten Gelände wurde eine alte Baracke des Reichsarbeitsdienstes aufgestellt, die den Inhaftierten als Unterkunft dienen sollte.

### Erste Internierungen
Am 16. Juli 1936 wurden in Berlin und Umgebung vor allem ansässige Sinti verhaftet und in das Lager Marzahn gebracht. Obwohl am Anfang das Ziel der „Schutz vom nachbarlichen Zusammenleben“ und die „Abwehr ernster sittlicher Gefahren, insbesondere für die Jugend“ sein sollten, wurden während der Aktion sämtliche, bei der Zigeunerdienststelle der Polizei als „Zigeuner“ und „Zigeunermischling“ registrierte Menschen verhaftet und eingesperrt. Die Anzahl wurde in der anschließenden Pressemitteilung mit über 600 angegeben.
In den folgenden Monaten konnten einige Familien das Lager verlassen. Teilweise emigrierten sie aus Deutschland, andere zogen jedoch nur aus Berlin fort. Die Zahl der Internierten sank am Ende des Jahres 1937 bis auf 400.

### Verschärfung der Verfolgung
Mit dem Grunderlass zur vorbeugenden Verbrechensbekämpfung vom 14. Dezember 1937 änderte sich die Lage. Nun konnte gegen die nationalsozialistisch so definierten Kategorien der Berufsverbrecher, Gewohnheitsverbrecher, Gemeingefährliche oder Gemeinschädliche eine Vorbeugungshaft verhängt werden, für die die Kriminalpolizei zuständig war. Roma galten pauschal und grundsätzlich als „gemeinschädlich“ und „asozial“. In der weiteren Folge wurde ein großer Teil der Männer im Zuge der „Aktionen gegen Asoziale“ 1938 im Februar und im Juni bei der Aktion „Arbeitsscheu Reich“ in das Konzentrationslager Sachsenhausen deportiert. Im Ergebnis wurde der Rastplatz überwiegend von Frauen, Kindern und Alten bewohnt. Da ein großer Teil der seit August 1936 in das Lager Gekommenen „fahrende“ Sinti waren, war das Lager im September 1937 mit 150 Wohnwagen überfüllt.

### Lebensbedingungen im Lager

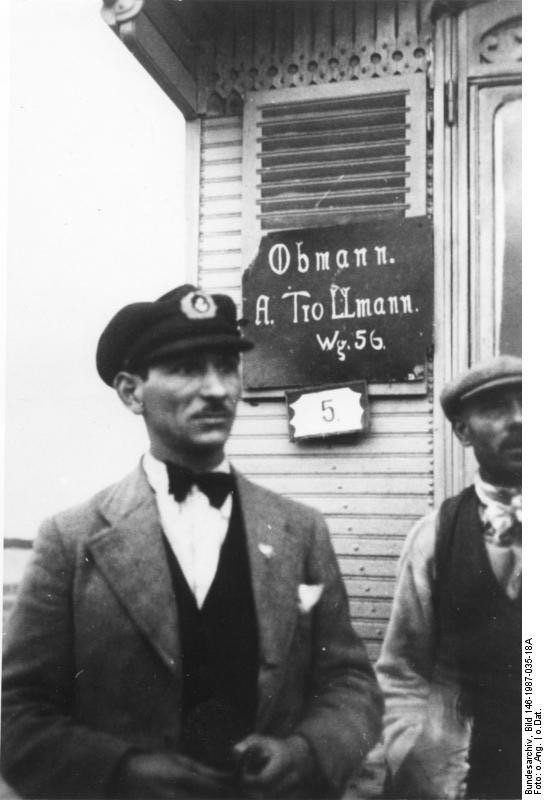
Zwei Männer im Lager

Die Familien litten unter elenden Wohnverhältnissen und durften das Gelände nur mit polizeilicher Erlaubnis verlassen. Den Kindern erteilte man Schulunterricht auf dem Gelände.
Die hygienischen Zustände im Lager waren katastrophal. Für die Menschen gab es lediglich zwei Toilettenanlagen und drei Wasserstellen. Der Bau von Brunnen war wegen der Nähe der Rieselfelder und der damit verbundenen Verseuchung des Wassers unmöglich. Die vorhandene Schule war völlig überbelegt und mit einem Lehrer nur mangelhaft ausgestattet. Vom Kriegsbeginn an wurden viele Inhaftierte als Zwangsarbeiter in der Berliner Industrie eingesetzt. Das Lager Marzahn war kein Konzentrationslager. Es unterstand bis zu seiner Auflösung den Berliner Behörden, die allerdings bei fehlender Kontrolle und mangels Investitionen einer Verelendung und Gefährdung der Sinti und Roma systematisch Vorschub leisteten.
Als das Datum der Auflösung des Lagers ist der 1. März 1943 wahrscheinlich. Bis zu diesem Tag wurde der Auschwitz-Erlass Heinrich Himmlers umgesetzt, nachdem alle „Zigeunermischlinge, Rom-Zigeuner und nicht deutschblütige Angehörige zigeunerischer Sippen balkanischer Herkunft“ nach den jeweiligen Richtlinien auszuwählen und in einer Aktion von wenigen Wochen Dauer in ein Konzentrationslager einzuweisen sind, was im Januar 1943 auf das KZ Auschwitz-Birkenau eingeschränkt wurde. Bis 1947 waren im Lager jedoch noch einzelne Familien untergebracht.

### Rassenforschung und Deportationen
Mutmaßlich in Marzahn (wörtlich: „in einem Lager in der Nähe von Berlin“) führte der Mediziner und Rassenforscher Gerhart Stein Untersuchungen für seine von dem führenden nationalsozialistischen Erbhygieniker und Rassentheoretiker Otmar von Verschuer betreute Dissertation durch. Stein gab auch Hinweise an die preußische Polizei zur Optimierung der Verfolgungsmaßnahmen.
Die Internierten wurden von den Mitarbeitern der von dem Kriminalbiologen und Tsiganologen Robert Ritter geleiteten Rassenhygienischen und bevölkerungsbiologischen Forschungsstelle (RHF) für ein „Zigeunersippenarchiv“ als umfassender Datenbank der mitteleuropäischen Roma kategorisiert. Die Daten bildeten im weiteren Verlauf eine wesentliche Voraussetzung für die Deportation von mehr als 20.000 Roma nach dem sogenannten Auschwitz-Erlass, auch Steins Arbeit fand hier Eingang.
Im Winter 1942 wurden 70 Kinder aus dem Lager nach  Litzmannstadt und von dort weiter nach Auschwitz deportiert.
Zu den ersten 1943 ins „Zigeunerlager Auschwitz“ deportierten Gruppen gehörten auch die Insassen dieses Lagers, es blieben nur zwei von der RHF als „reinrassig“ begutachtete Familien zurück.
- Siehe auch: Erinnerungen eines deutschen Sinto an die Verfolgungsmaßnahmen
- Siehe auch: Porajmos

## Gedenken
Im Jahr 1985 wandte sich der Autor und Bürgerrechtler Reimar Gilsenbach, der sich in der DDR für den Einbezug der Minderheit in das nationale Gedenken engagierte, an den Staatsratsvorsitzenden Erich Honecker mit der Forderung, an den Orten der beiden Zwangslager in Marzahn und in Magdeburg Gedenktafeln zu installieren. In der Folge beschloss das Zentralkomitee der SED die Errichtung von Denkmalen dort. Für die Umsetzung hatten die jeweiligen Bezirksleitungen Sorge zu tragen. Der Bildhauer Jürgen Raue erhielt den Auftrag für Marzahn. Am 12. September 1986 wurde auf dem Parkfriedhof Marzahn, rechts des verlängerten Hauptweges im hinteren Friedhofsteil zum Ausgang Raoul-Wallenberg-Straße, ein Gedenkstein eingeweiht. Teilnehmer der Einweihungsveranstaltung waren Berliner Sinti, Angehörige der FDJ, Pfarrer Bruno Schottstädt der evangelischen Kirchengemeinde Marzahn/Nord sowie Vertreter des Ökumenischen Forums Berlin-Marzahn. Die Presse der DDR berichtete darüber in Bild und Text. Es war die erste Würdigung der Verfolgungsgeschichte der Roma durch staatliche Repräsentanten der DDR. Bereits am 29. Juni 1986 war dem eine Gedenkveranstaltung der evangelischen Kirche an diesem Gedenkort vorausgegangen.

„Vom Mai 1936 bis zur Befreiung unseres Volkes durch die ruhmreiche Sowjetarmee litten in einem Zwangslager unweit dieser Stätte hunderte Angehörige der Sinti. Ehre den Opfern.“

Daneben wurde eine Gedenktafel platziert, die die Umstände des Lagers näher erläutert.

„Auf einem ehemaligen Rieselfeld nördlich dieses Friedhofs richteten die Nazis im Vorfeld der Olympischen Spiele 1936 einen ‚Zigeunerrastplatz‘ ein, auf dem Hunderte Sinti und Roma gezwungen wurden zu leben. Zusammengepfercht in düstere Baracken fristeten die Lagerbewohner ein elendes Dasein. Harte Arbeit, Krankheit und Hunger forderten ihre Opfer. Willkürlich wurden Menschen verschleppt und verhaftet. Demütigende ‚rassenhygienische Untersuchungen‘ verbreiteten Angst und Schrecken. Im Frühjahr 1943 wurden die meisten der ‚Festgesetzten‘ nach Auschwitz deportiert. Männer und Frauen, Greise und Kinder. Nur wenige überlebten.“

Seit 1986 findet jährlich eine vom Ökumenischen Forum Berlin-Marzahn und dem Landesverband deutscher Sinti und Roma Berlin-Brandenburg e. V. organisierte Gedenkveranstaltung statt. Ein Platz an der Stelle des ehemaligen Lagers wurde nach Otto Rosenberg benannt. Seine Tochter Petra Rosenberg spricht jedes Jahr zur Gedenkveranstaltung am Stein.
Im Dezember 2011 wurde auf Initiative des Landesverbandes Deutscher Sinti und Roma Berlin-Brandenburg auf dem Gelände des ehemaligen Zwangslagers ein Ort der Erinnerung und Information eingeweiht. Auf zehn Aufstellungstafeln wird über die Geschichte des Zwangslagers Marzahn informiert und an das Schicksal der dort internierten Menschen erinnert.
Der Verein „Gedenkstätte Zwangslager Berlin Marzahn e. V.“, der seit 2017 die Arbeit des Landesverbandes Deutscher Sinti und Roma unterstützt, hat am Montag, 9. März 2020, nahe der Gedenkstätte seine Geschäftsstelle eröffnet. Ein Büro und eine Bibliothek werden aufgebaut, Ausstellungen, Vorträge und Seminare sollen künftig ausführlich über den historischen Ort informieren und Bildungsarbeit leisten.

Bilder vom Gedenken
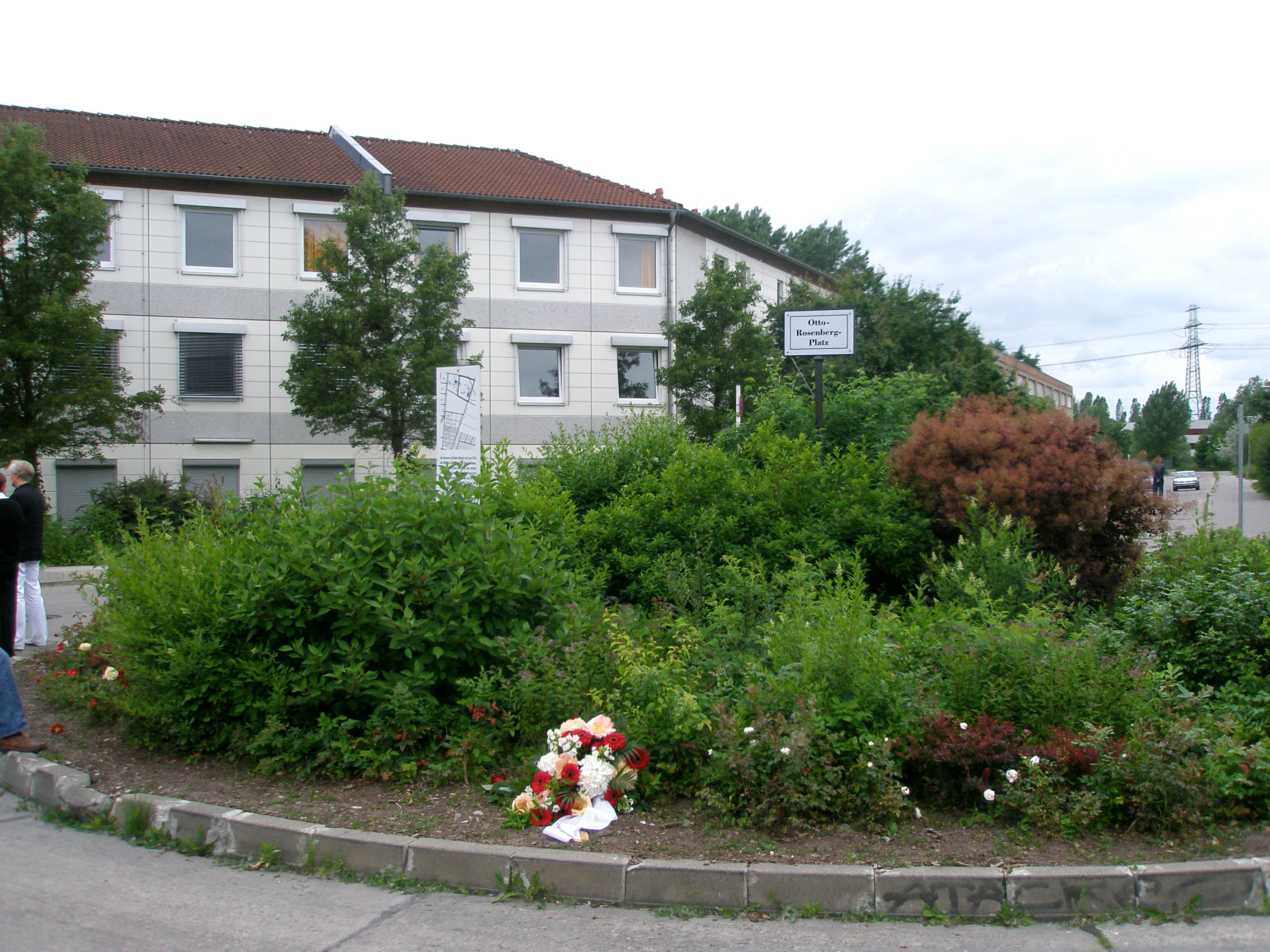
Der Otto-Rosenberg-Platz am S-Bahnhof Raoul-Wallenberg-Straße
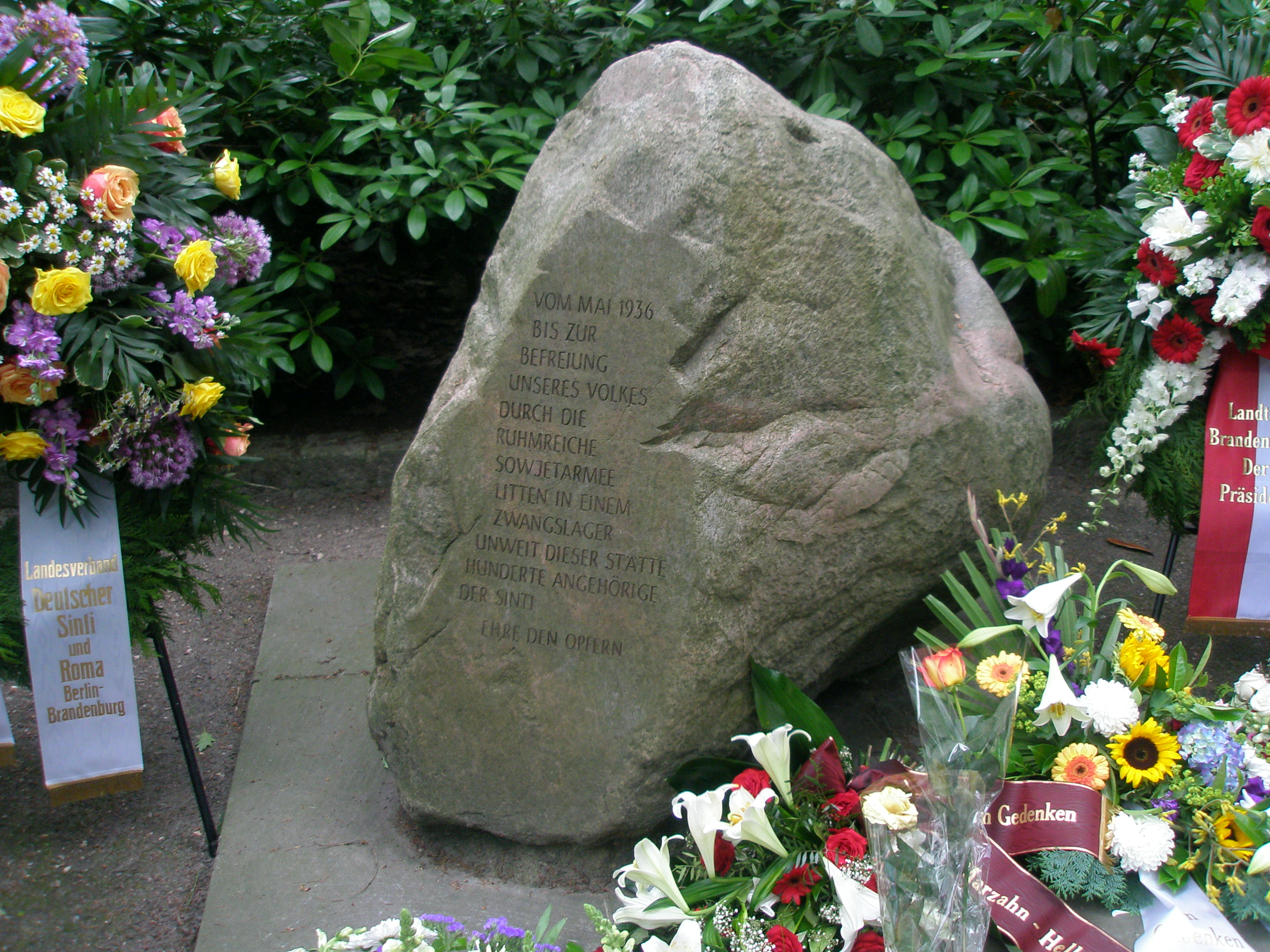
Gedenkstein von 1986, der an das ehemalige Zwangslager erinnert
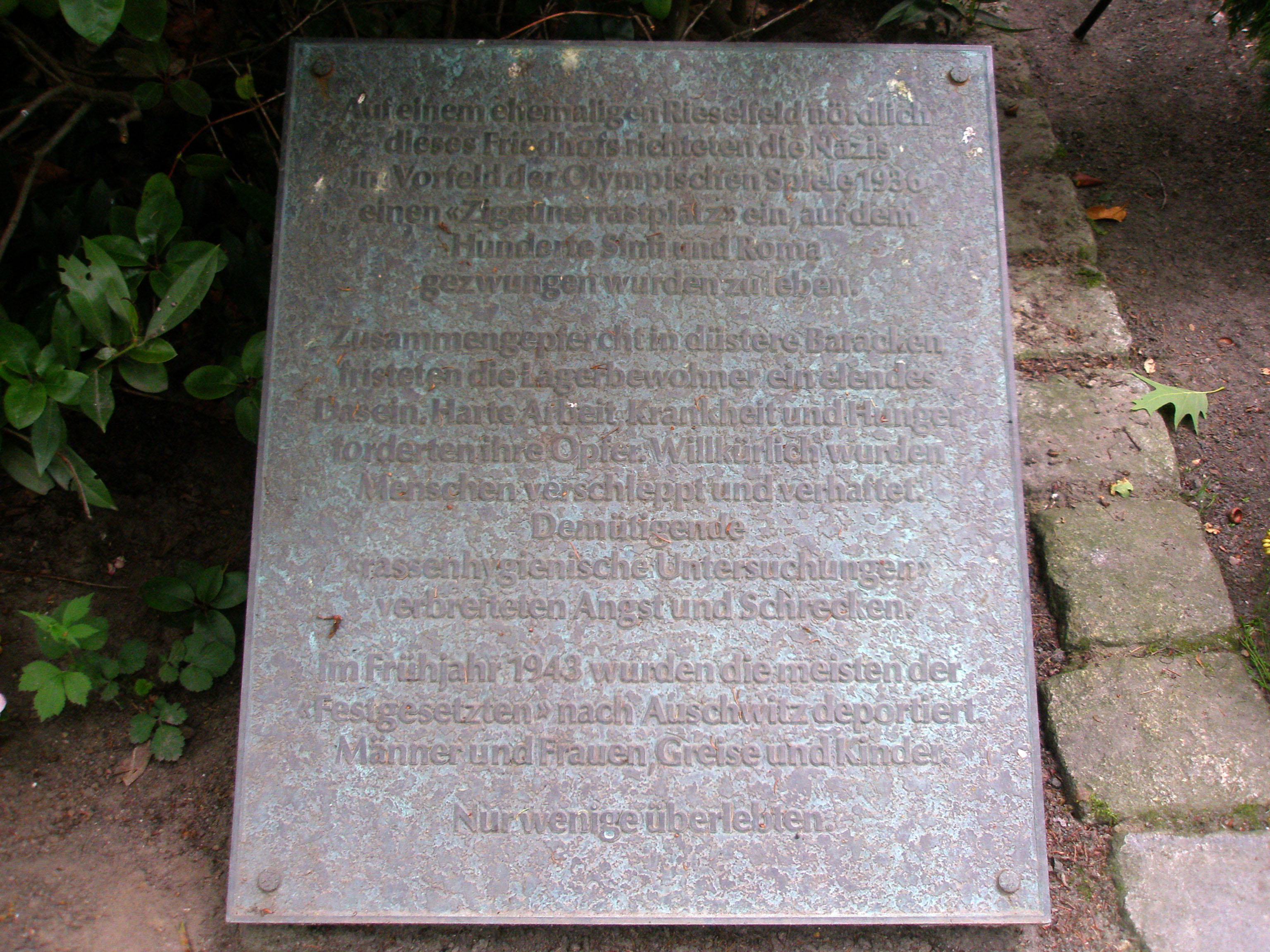
Tafel neben dem Gedenkstein
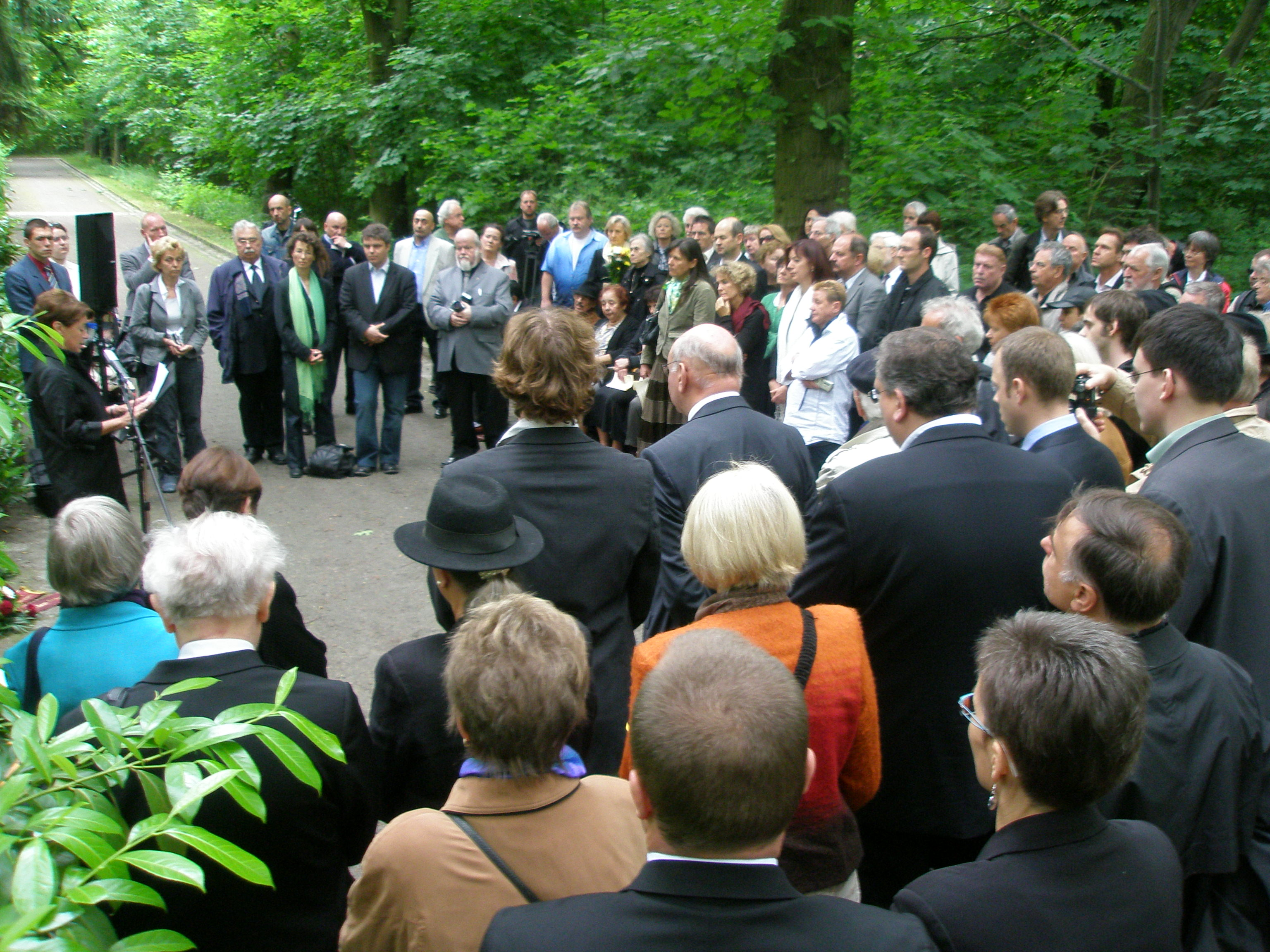
Teilnehmer der jährlichen Gedenkveranstaltung (13. Juni 2010)

## Film
Der Dokumentarfilm Schatten der Vergangenheit – lautes Schweigen, leises Erzählen (2023) der Gedenkstätte Zwangslager Berlin Marzahn gibt Antworten auf die Frage, wie sich die traumatischen Erfahrungen von Sinti und Roma, die die nationalsozialistische Verfolgung überlebten, im Leben ihrer Kinder und Kindeskinder fortsetzen.

## Theater
Das Berliner freie Theater o.N. erarbeitete eine performative Rekonstruktion des Zwangslagers für Sinti und Roma in Marzahn-Hellersdorf.